# Hannoversche Volksstimme
Die Hannoversche Volksstimme (HV) war die Nachfolge-Zeitung der 1933 verbotenen kommunistischen Neuen Arbeiter Zeitung. Nach dem Zweiten Weltkrieg wurde der alte Name jedoch ganz bewusst nicht gewählt, um die Zeitung auch für andere Parteien offenzuhalten. Der bereits am 28. August 1945 gestellte Zulassungsantrag wurde von der britischen Militärregierung zunächst abgelehnt. Erst knapp ein Jahr später erteilte die Militärregierung am 15. August 1946 die Lizenz, zugleich mit dem ausdrücklichen Befehl, die Zeitung im Druckhaus Madsack herzustellen. Bereits einen Tag darauf erschien am 16. August 1946 die Erstausgabe der HV.

## Niedersächsische Volksstimme
Gut ein Jahr nach der Erstausgabe wurde die Hannoversche Volksstimme am 19. August 1947 in Niedersächsische Volksstimme umbenannt. Diese wurde am 24. Oktober 1947 verboten und siedelte dann nach Detmold um. Dort erreichte die Zeitung Mitte 1949 eine Auflage von 36.000 Exemplaren.

## Die Wahrheit
Noch 1949 kehrte die Niedersächsische Volksstimme unter dem neuen Namen Die Wahrheit nach Hannover zurück. Lizenzträger und Herausgeber der Niedersächsischen Volksstimme war Robert Lehmann. Die erste Ausgabe erschien dort am 12. November 1949. Verantwortlicher Redakteur war Bruno Orzykowski. Walter Timpe wurde als Redakteur für die Wahrheit/Neue Niedersächsische Volkszeitung für einen Artikel in der Wahrheit zu einem Jahr Gefängnis verurteilt.

## Neue Niedersächsische Volksstimme
Seit 1955 Organ der KPD in Niedersachsen und Nachfolgerin der Wahrheit und der Niedersächsischen Volksstimme. Die Zeitung erschien als Mantelversion der Hamburger Volkszeitung. Mit dem Verbot der KPD am 17. August 1956 wurde die Druckerei der "Neuen Niedersächsischen Volksstimme", in Hannover-Linden, Hohe Straße geschlossen und die Zeitung verboten. Die hochmoderne Druckerei bekam der Verlag der SPD-Zeitung "Hannoversche Presse". In das Gebäude der KPD Niedersachsen zog die Polizei des Landkreises Hannover ein.